# Begumabad Budhana
Begumabad Budhana is een census town in het district Ghaziabad van de Indiase staat Uttar Pradesh.

## Demografie
Volgens de Indiase volkstelling van 2001 wonen er 16.248 mensen in Begumabad Budhana, waarvan 54% mannelijk en 46% vrouwelijk is. De plaats heeft een alfabetiseringsgraad van 62%.